# 馬場晋一
馬場 晋一（ばば しんいち、BABA, Shinichi、1974年 - ）は、日本の経営学者。東京都生まれ。
米ミーゼス研究所（The Mises Institute 正式名称 Ludwig von Mises Institute） 客員研究員（Visiting Scholar）。専門はアントレプレナーシップ研究、特にプライベートエクイティ（未公開株などによる民間資金調達）の国際比較。馬場和人（みずほ信託銀行監査役、丸紅株式会社監査役、損保ジャパン企業保険サービス代表取締役、株式会社損保ジャパン取締役嘱専務執行役員を歴任）は実父にあたる。趣味は波佐見の温泉巡り。FM佐世保のラジオ番組「Sasebo トレイン」パーソナリティ(2020〜)

## 経歴
立教大学大学院博士課程（経営管理学：亀川雅人研究室）在学中に経済産業研究所 (RIETI) リサーチアシスタントとして2011年グローバルアントレプレナーシップモニター（Global Entrepreneurship Monitor：GEM）の日本チームの一員として高橋徳行(武蔵大学)率いる起業人口調査（Adult population survey)に調査に関わる。経済学の古典的アプローチである主観的効用、割引現在価値論への造詣が深く、貸付資金需給説に立脚したマクロ経済分析からのファイナンス分野への応用を得意とする。大学院時代の研究生活は、学会活動にはやや消極的であり、少人数でディスカッションすることが多かったという。研究スタイルは、新古典派利子論のアプローチと経営学のファイナンス分野の中間領域を扱う。研究分野は、債券理論を中心に、配当割引モデルの応用と検証、企業家精神および新規事業の財務的アプローチによる市場分析、オーストリア学派（ウィーン学派）の古典研究、起業の諸規制および制度の国際比較、ビジネスコメンスメントコスト (commencement of business)の研究、オーストリア資本理論の応用・実証研究。2016年より長崎県立大学経営学部所属。

## 著書
- 『試験に出る経済学（ミクロ）』（ダイヤモンド社、2004年）[5]
- 『試験に出る経済学（マクロ）』（ダイヤモンド社、2004年）[6][7]